# Салтыков, Михаил Петрович
Михаи́л Петро́вич Салтыко́в (6 сентября 1693 — 6 сентября 1750, Санкт-Петербург) — генерал-майор из старшей ветви рода Салтыковых, внук бояр П. М. Салтыкова и И. С. Прозоровского.

## Биография
Родился в семье боярина Петра Петровича Салтыкова и жены его Марфы Ивановны (вдова князя Лобанова-Ростовского, урожденная княжна Прозоровская).
В 1709 году, поступил на службу волонтером при А. Д. Меншикове. В 1711 году произведен в прапорщики, а в следующем году в поручики с переводом в Астраханский драгунский полк. В 1714 году Салтыков был взят во флигель-адъютанты к своему зятю фельдмаршалу графу Б. П. Шереметеву в капитанский ранг, женился на его внучке Екатерине Михайловне (20.11.1707 — 21.01.1769). В 1719 году переведен капитаном в Ингерманландский пехотный полк.
На время коронации Екатерины I он был записан в кавалергарды, а в 1725 году взят в Семёновский полк в чине поручика. В 1728 году Салтыков по именному указу Петра II пожалован в Семёновском полку в капитан-поручики, а затем переведен в Преображенский полк. С приходом на престол Анны Иоанновны, в 1731 году он был пожалован в подполковники, в 1734 году в полковники, с зачислением в Астраханский пехотный полк. В том же году Салтыков был переведен в Псковский пехотный полк, а 22 ноября 1740 года в чине генерал-майора отстранен от службы. Действительный статский советник с 30 октября 1740 года. В ноябре 1740 года подписал Манифест об отречении герцога Э.И. Бирона от регентства. В 1745 году Салтыков жил в Санкт-Петербурге, где он и скончался 6 сентября 1750 года.